# Aulisostes pseudoparadoxus
Aulisostes pseudoparadoxus là một loài bọ cánh cứng trong họ Hybosoridae. Loài này được Howden & Gill miêu tả khoa học năm 2001.